# Willy Russ
Willy Russ, psán také Willy Ruß, vlastním jménem Willibald Russ (7. července 1888 Krásno – 27. července 1974 Merkershausen), byl západočeský sochař a keramik–figuralista německé národnosti.

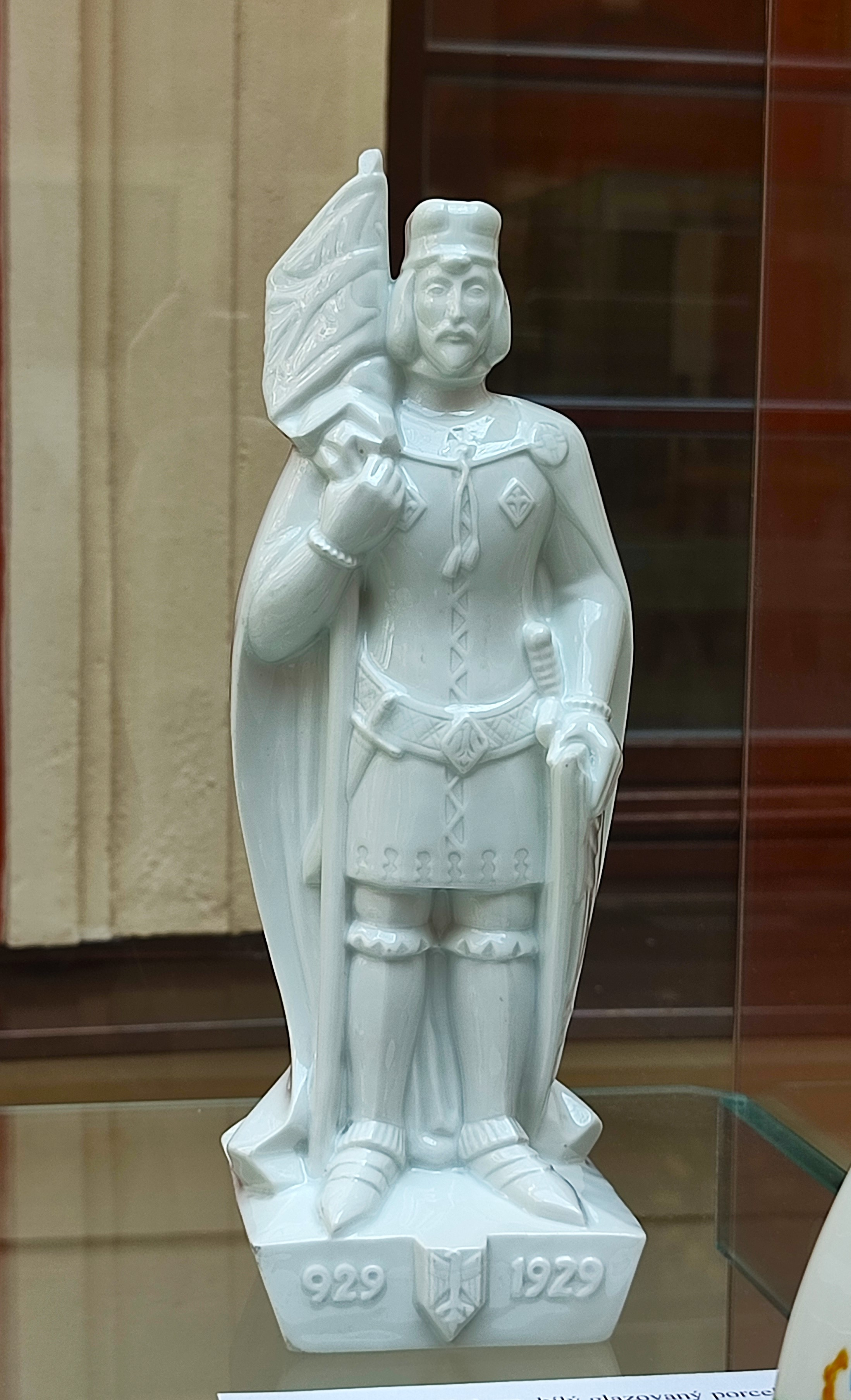
Willy Russ: Svatý Václav (1929), porcelán Puls, Ostrov u Karlových Varů

## Život a dílo
Narodil se v rodině Josefa Russa, místního hudebníka v Krásnu a jeho manželky Marie rozené Kesslerové, dcery tajemníka městského úřadu. Jeho křestními kmotry byli Franz a Barbara Burgartovi, malíři porcelánu z krásenské malírny porcelánky v Horním Slavkově.
Po absolvování Odborné keramické školy v Teplicích (tehdy Teplice–Šanov, něm. K. K. Fachschule für Keramik in Teplitz-Schönau) získal na léta 19̟06-1910 od města Krásno stipendium ke studiu na Uměleckoprůmyslové škole (tehdy nesoucí název Kunstgewerbeschule des K. K. Österreichischen Museums für Kunst und Industrie) ve Vídni, kde studoval v oddělení keramiky pod vedením profesorů Josefa Breitnera, Bertolda Löfflera a Antona Kennera. Současně od roku 1906 spolupracoval s Wiener Werkstätte, kde keramický ateliér vedl Michael Powolny. Po ukončení studia v roce 1910 si otevřel vlastní ateliér ve Vídni. Ve stejném roce se ve Vídni oženil s rodačkou z Krásna Marií Ruppertovou, s níž měl jedinou dceru. 
Jeho prvním dílem byla bronzová busta průmyslníka Hermanna Kruppa do altánku v dolnorakouském Berndorfu z roku 1910.
Roku 1920 se vrátil do rodného Krásna, kde pokračoval v tvorbě. Vytvořil například několik většinou již neexistujících pomníků padlým, například ve Stříbře, zaniklé Čisté, v Horních Lomanech či ve Žluticích. K dalším dílům patří Goethův pomník v Lokti z roku 1931, odhalený ruku 1932 a v již neexistující Goethův pomník v Mariánských Lázních z roku 1932. V rodném Krásně stojí jím vytvořené krucifixy na Kreuzbergu (1930) a Kühlbühlu (1934). Nedochovala se Immaculata pro prostranství před poutním kostelem Navštívení Panny Marie v Křešicích u Litoměřic.
Kromě sochařství se věnoval hlavně keramice. Nejznámější díla: 
- Chebská kachlová kamna s národopisnými motivy, z roku 1944. Na šestnácti figurálních reliéfech s 336 postavami vyjádřeno 43 německých přísloví[3]. Po dlouhá léta byla kamna deponována na loketském hradu, po restaurování z roku 2021 vystavena ve stálé expozici chebského muzea. Jejich slavnostní odhalení se uskutečnilo dne 10. listopadu 2022.[4]
- Obklady fasády nájemního domu zvaného Schokoladenhaus (česky Čokoládový dům), který projektoval architekt Ernst Lichtblau (1914) ve Vídni-Hietzingu, Wattmanngasse 29. Je to 20 figurálních reliéfů a tři desítky ornamentálních sloupků, vlysů a říms s čokoládově hnědou glazurou.
- Figurální keramika Serapis Fayence pro firmu Alexandra Porcelain Works Ernsta Wahlisse v Teplicích-Trnovanech (1911)[5]
- Návrhy keramiky pro firmu Brüder Schwadron ve Vídni (1918-1920)
- Poběžovická kachlová kamna z pestrobarevně glazovaných kachlů   mají podobu stojící postavy majitele zámku v Poběžovicích, hraběte Johanna Coudenhove-Kalergi z Ronšperku v kožichu
- Soška sv. Václava (1929) a další figurální keramika ze 20. až 30. let pro porcelánku PULS firmy Pfeiffer & Löwenstein v Ostrově u Karlových Varů[6].

Spolu s architektem Fritzem Hoffmannem navrhl Krásenskou rozhlednu. Tato kuželovitá stavba se spirálovitě stočeným schodištěm je inspirována minaretem u Velké mešity ve městě Samarra v Iráku. Rozhlednu stavěli místní nezaměstnaní v období hospodářské krize v letech 1933 až 1935. Pro Chomutovský hřbitov navrhl reliéf na pískovcový náhrobek historika PhDr. Antona Gnirse (1933).
Dne 19. března 1946 byl s rodinou odsunut do Dolních Franků. Jeho dům v Krásně, kde měl svůj ateliér, byl zbourán. V červnu 1994 umístil v místech bývalého domu krásenský rodák Hartwig Ruppert pamětní desku, která nese nápis – „Na tomto místě stál ateliér, kde tvořil do roku 1946 akademický sochař Willy Russ“.

## Samostatné výstavy
- 1930, Krasoumná jednota Praha, společně s výstavou leptů G. B. Piranesiho
- 2004 Willy Russ. Sochař a keramik (1888 - 1974) Krajské muzeum Cheb (s katalogem)
- 2005 Willy Russ. Bildhauer und Keramiker (1888 - 1974). Doplněná verze předchozí chebské výstavy. Egerland-Museum Marktredwitz

## Galerie

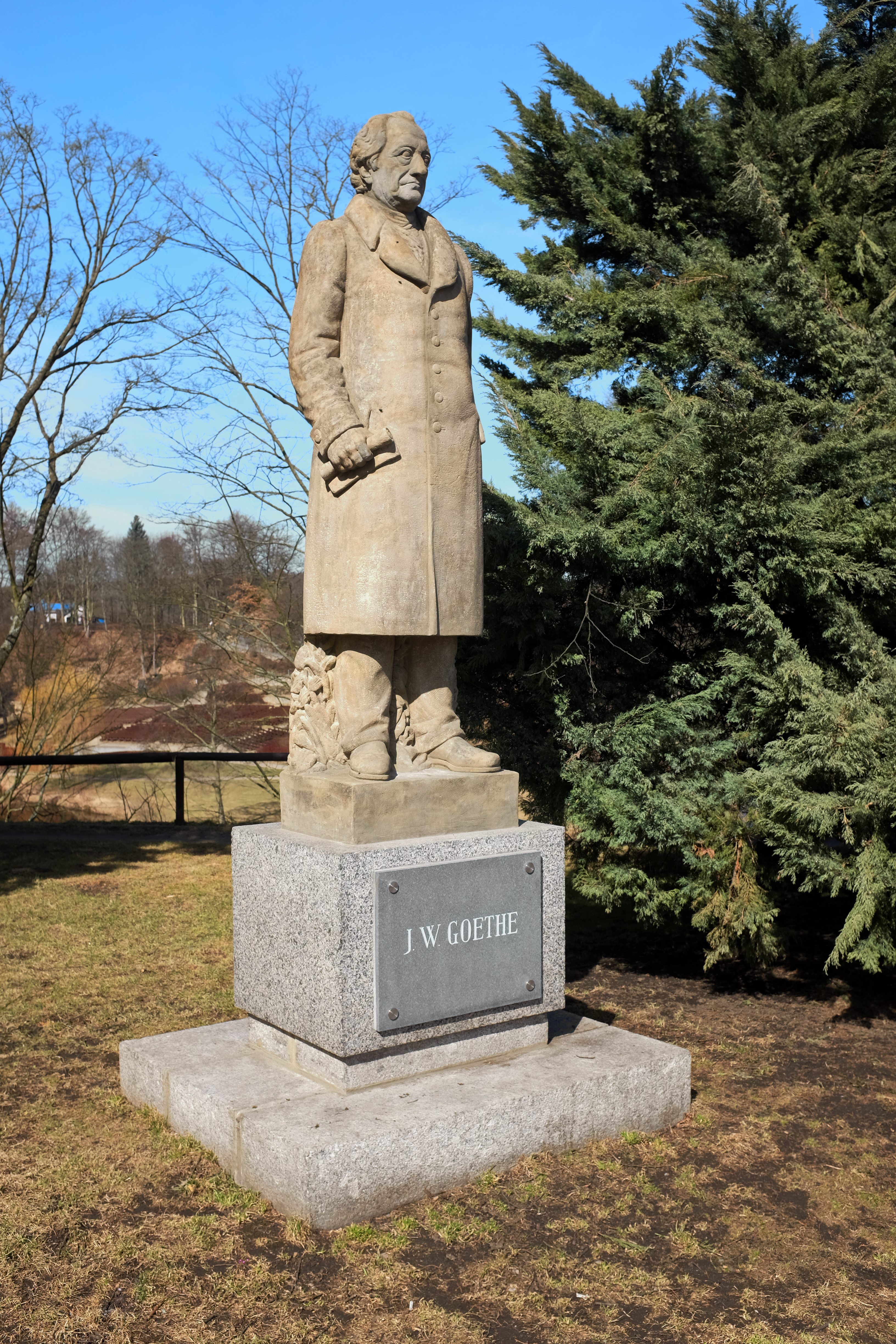
Socha J. W. Goetha v Lokti
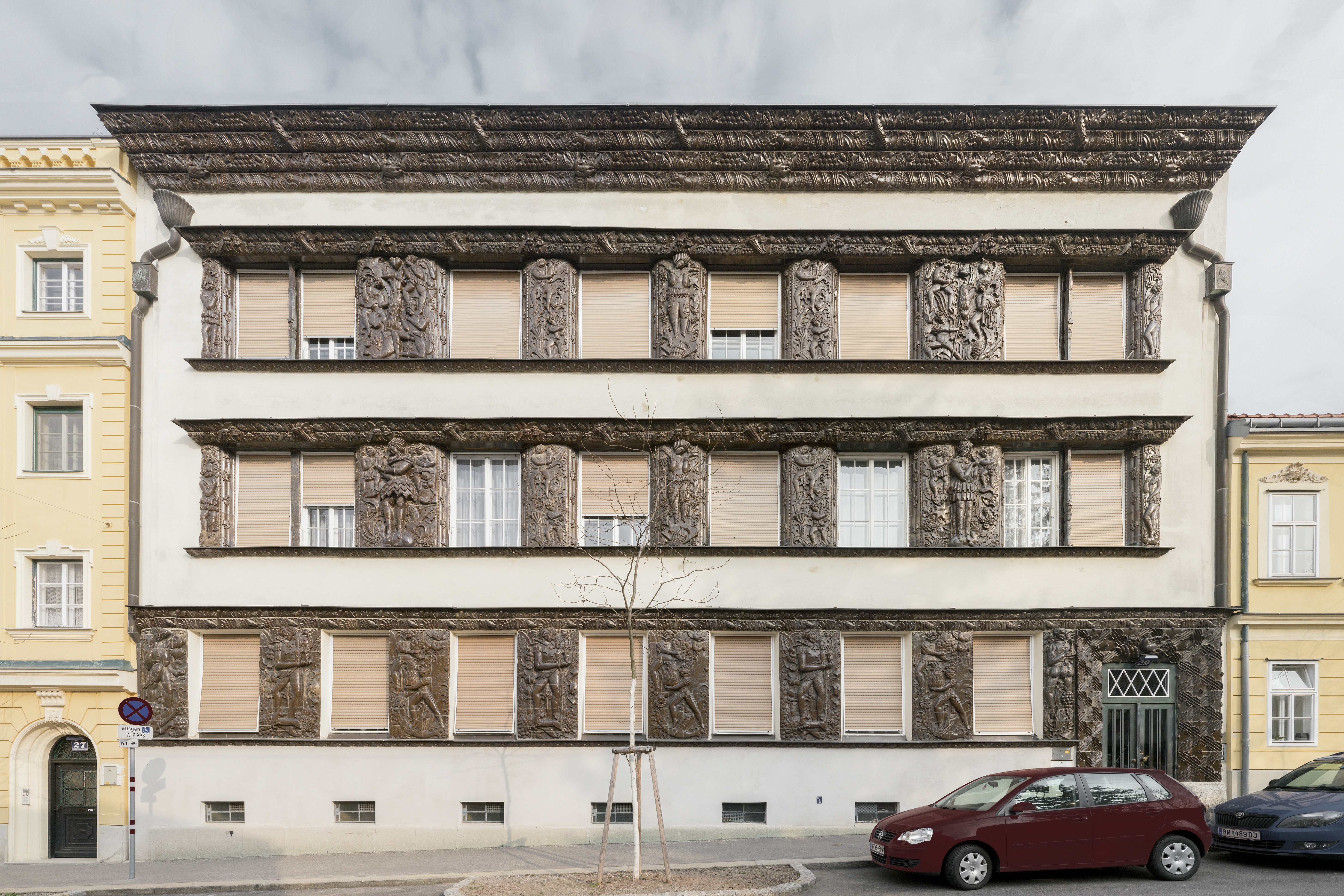
Čokoládový dům Vídeň-Hietzing
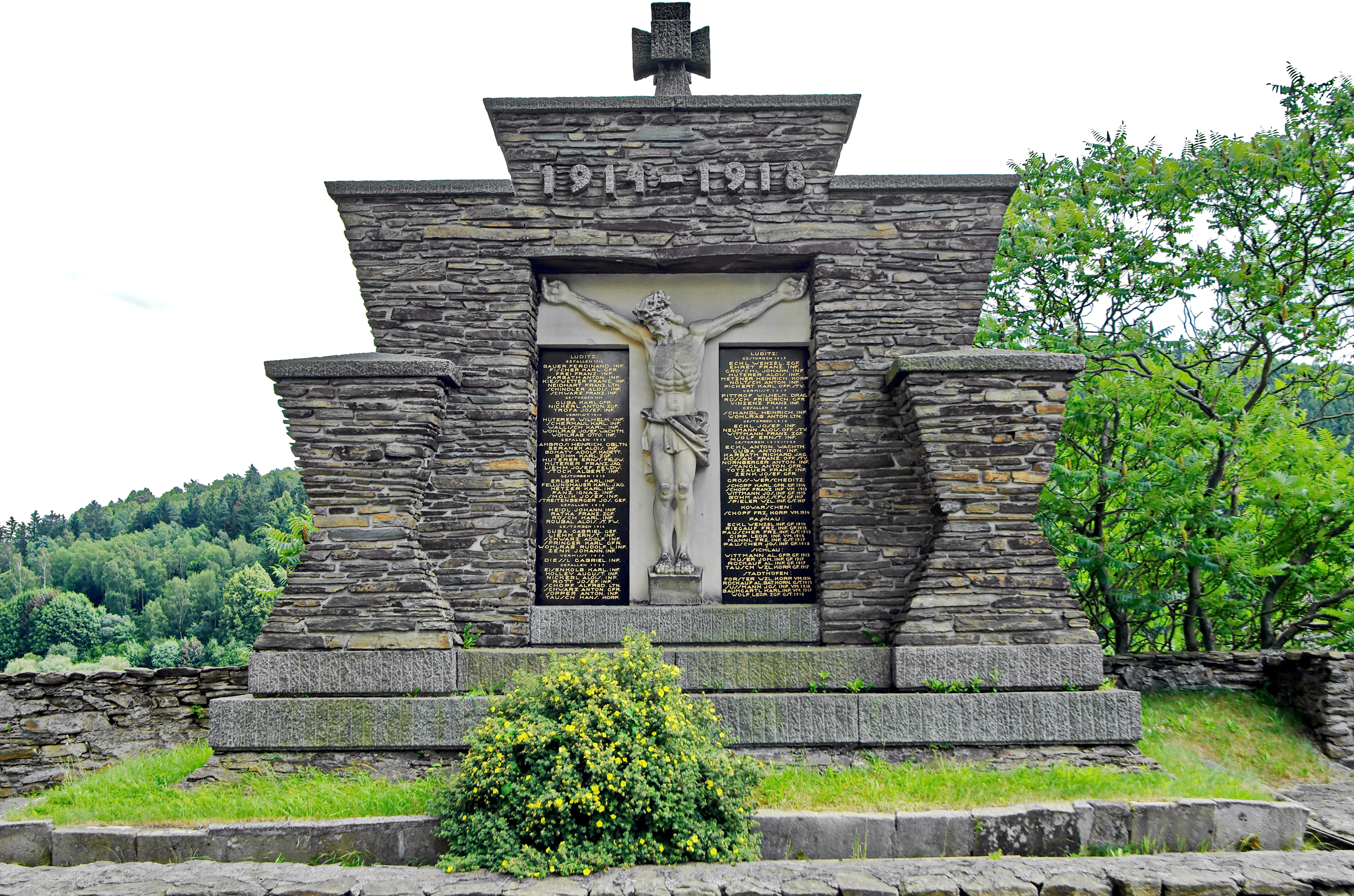
Pomník obětem války ve Žluticích
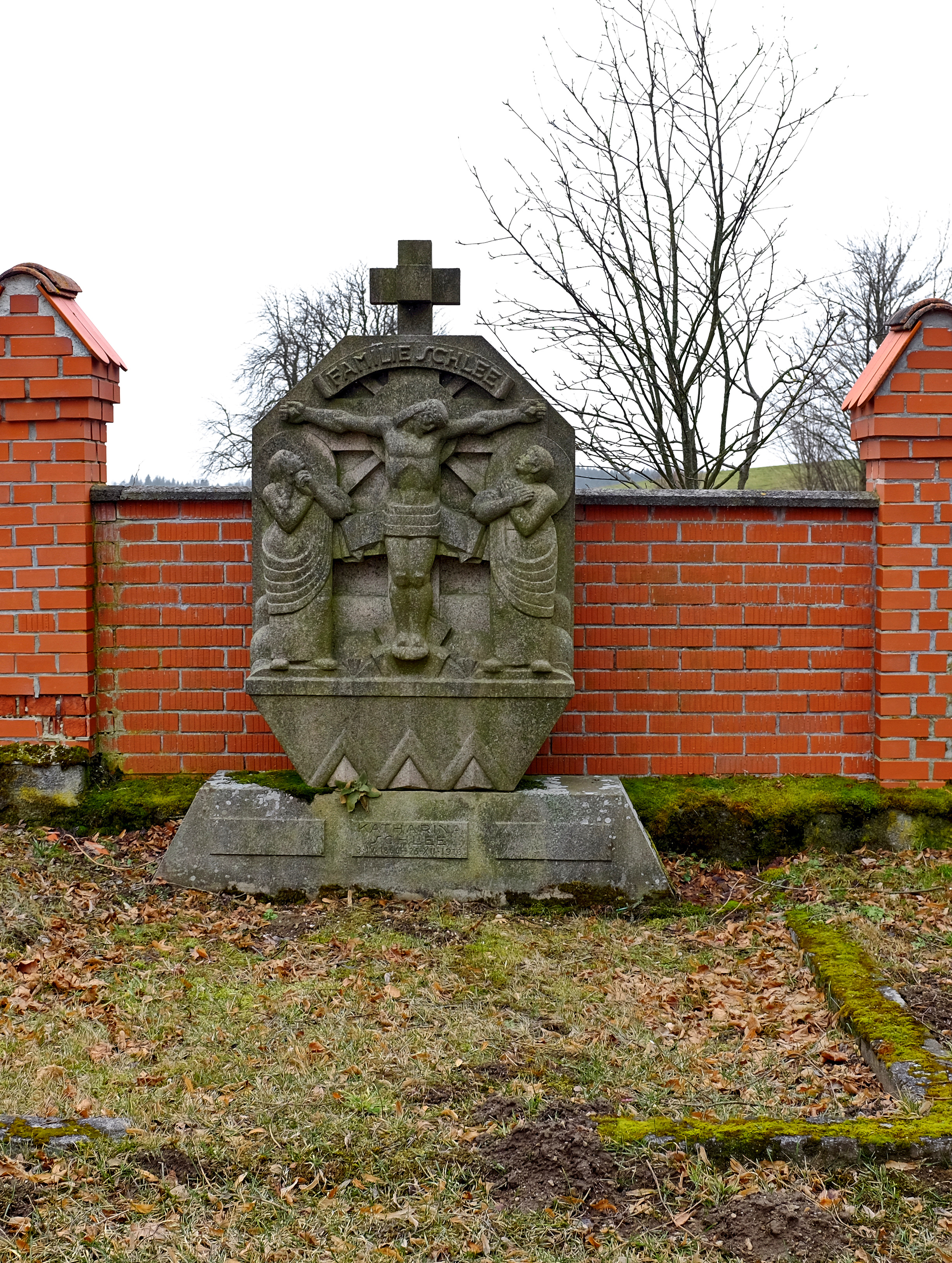
Náhrobek rodiny Schleeovy na hřbitově v Krásně
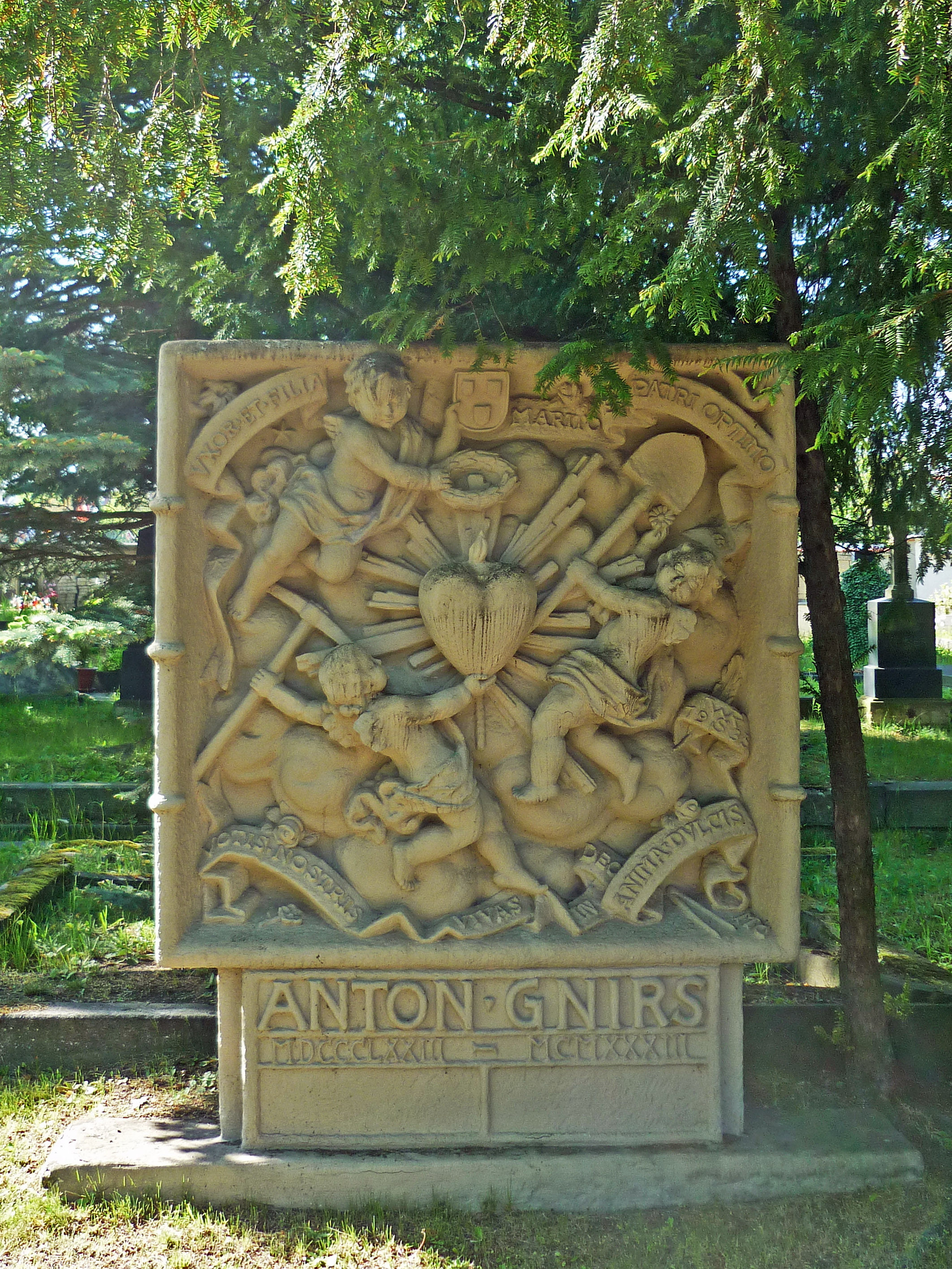
Náhrobek Antona Gnirse, Chomutov
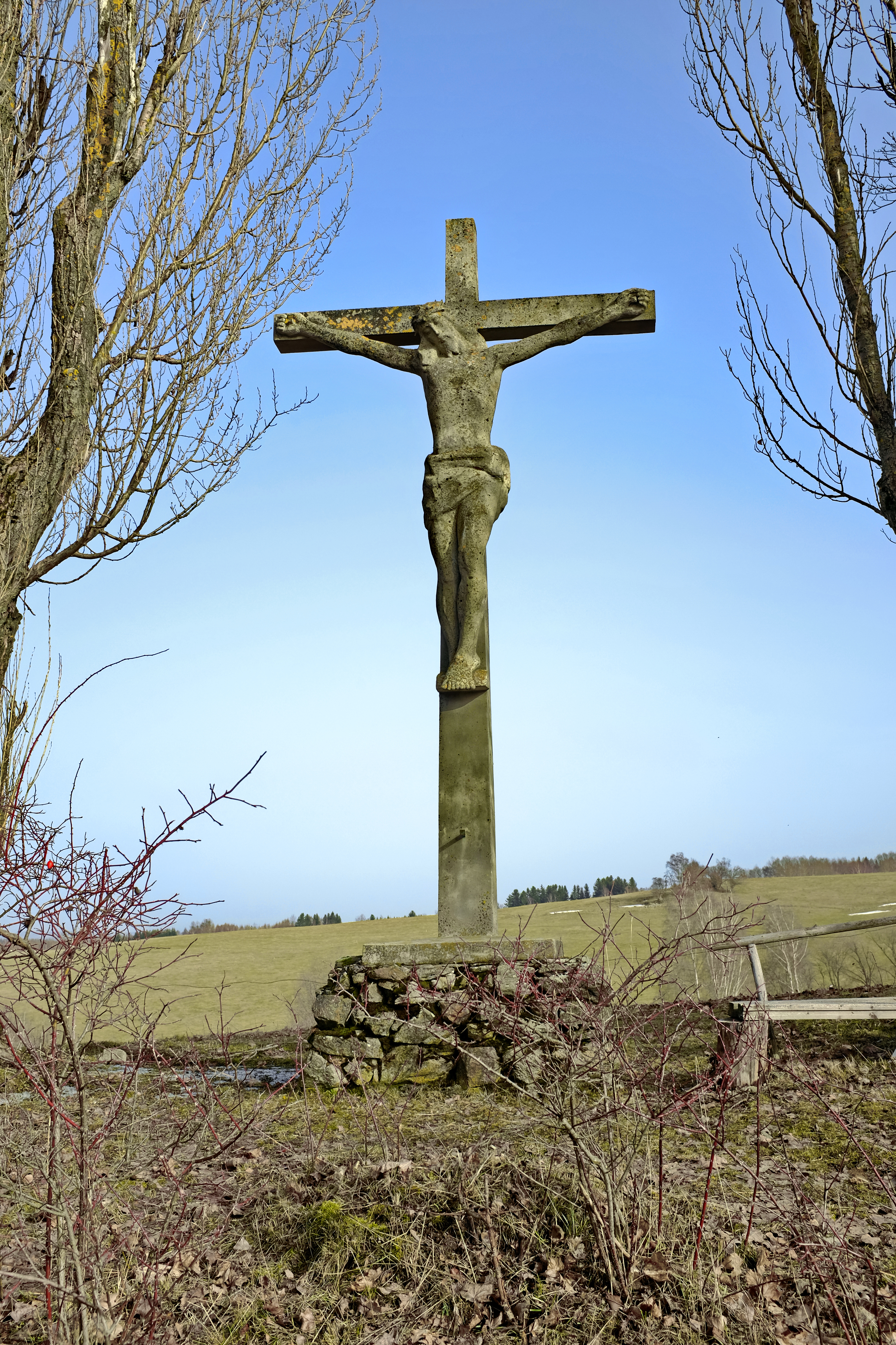
Krucifix na Kühbühlu v Krásně
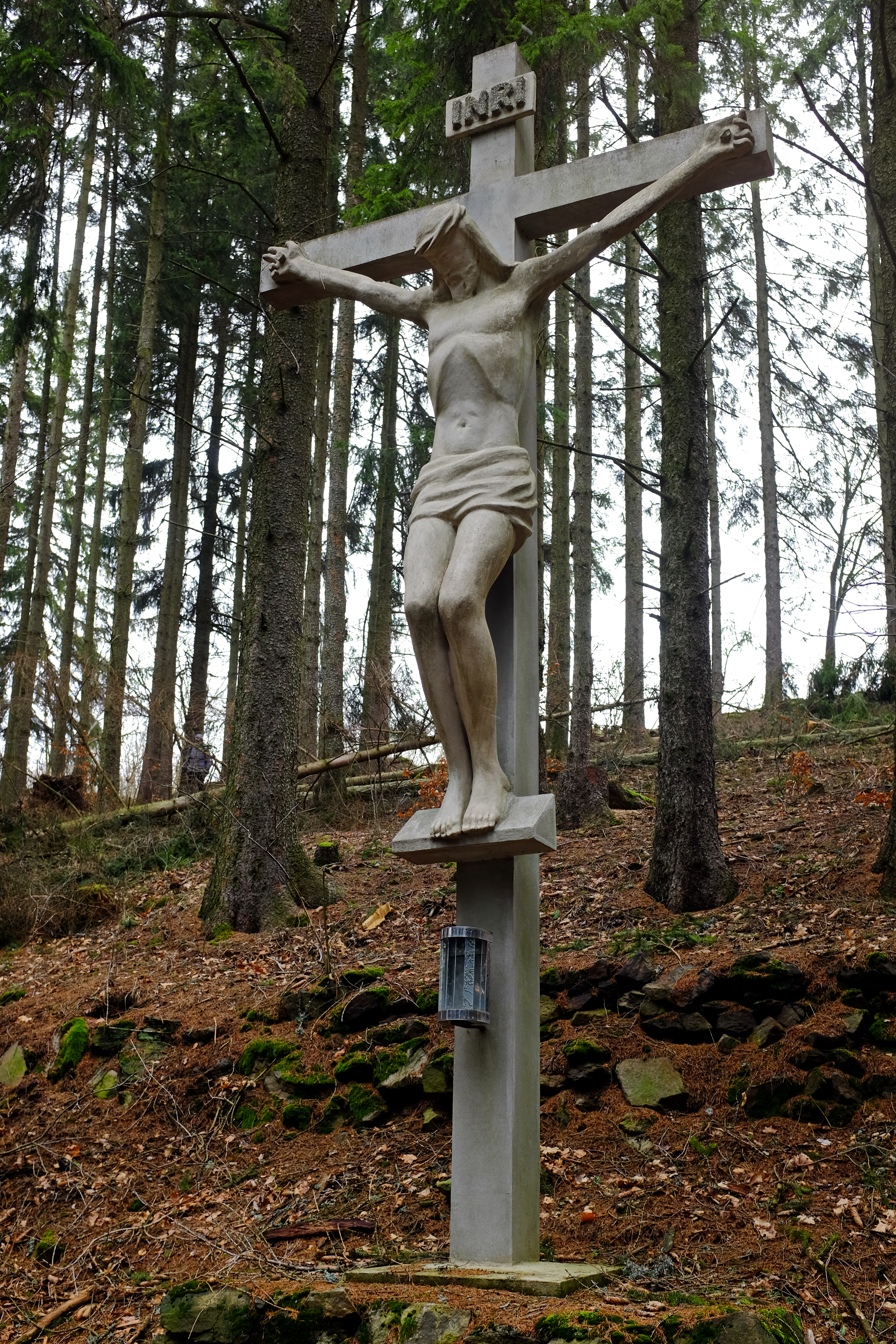
Krucifix na Kreuzbergu v Krásně
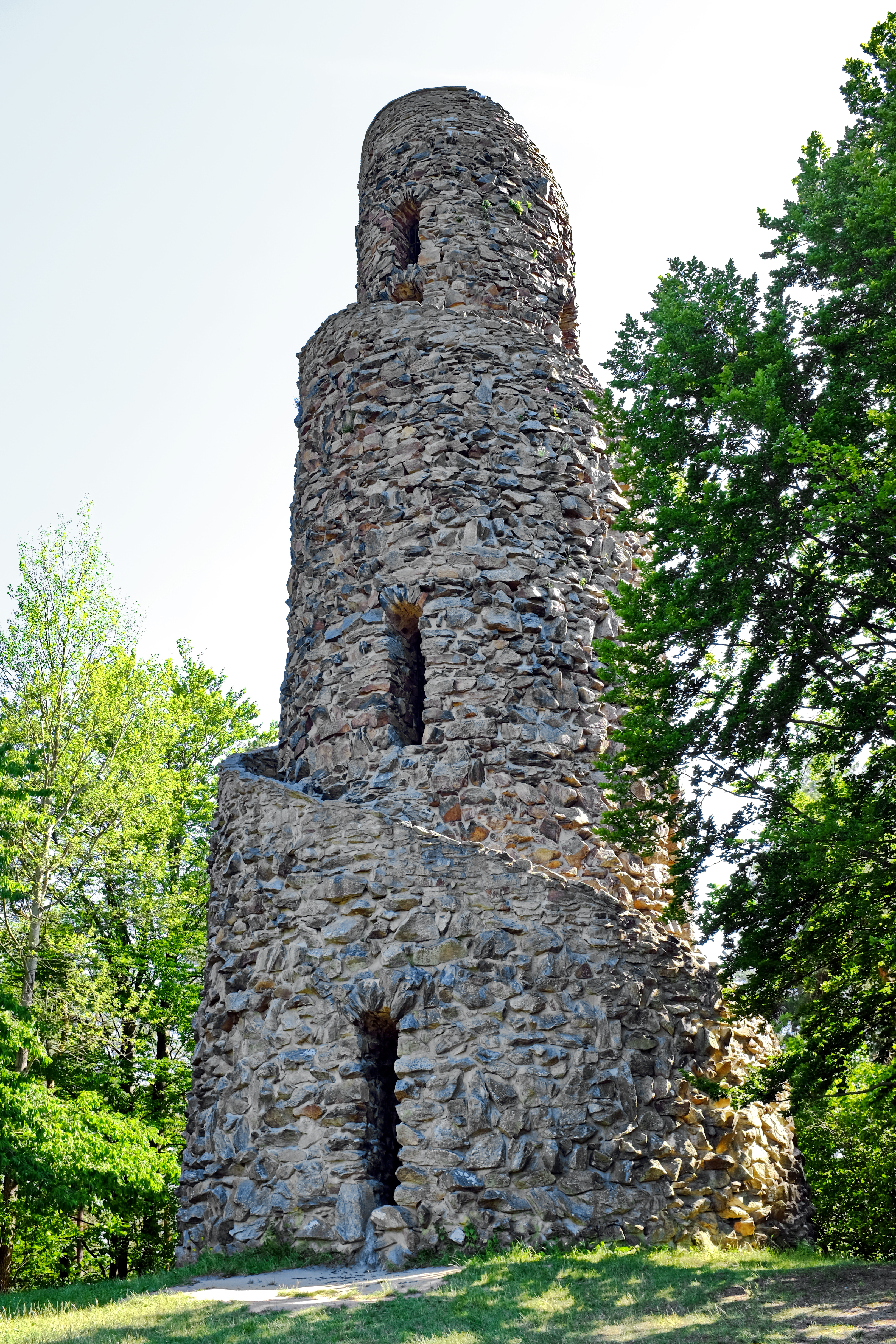
Rozhledna na Krásenském vrchu
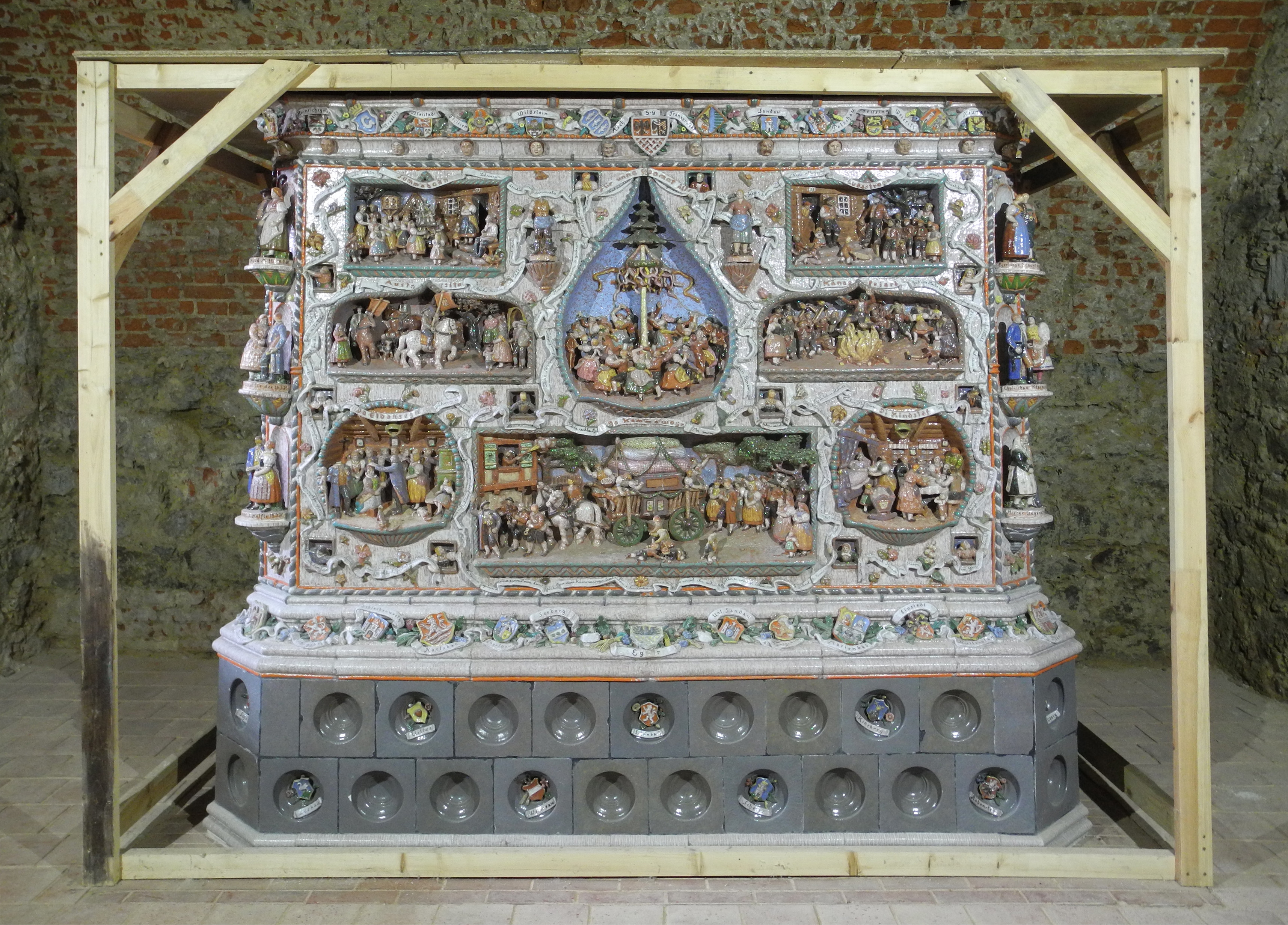
Chebská kamna